# Zorzines macrocerata
Zorzines macrocerata är en fjärilsart som beskrevs av Katsumi Yazaki 1988. Zorzines macrocerata ingår i släktet Zorzines och familjen nattflyn. Inga underarter finns listade i Catalogue of Life.